# Alestidae
Alestidae é uma família de peixes actinopterígeos pertencentes à ordem Characiformes.

## Géneros
Alestes

Arnoldichthys

Brycinus

Bryconaethiops

Clupeocharax

Hemigrammopetersius

Hydrocynus

Ladigesia

Micralestes

Nannopetersius

Petersius

Phenacogrammus

Rhabdalestes

Tricuspidalestes